# Balonga
Balonga é um género botânico pertencente à família Annonaceae.

## Espécies
- Balonga buchholzii (Engl. & Diels) Le Thomas